# Xanthochlorus galbanus
Xanthochlorus galbanus är en tvåvingeart som beskrevs av Chandler och Negrobov 2008. Xanthochlorus galbanus ingår i släktet Xanthochlorus och familjen styltflugor. Inga underarter finns listade i Catalogue of Life.